# Ро-Ро
Педро Мигел Карвальо Деуш Корея (на арабски: بيدرو ميغيل كارفاليو ديوس كورييا), по-известен с прякора си Ро-Ро е португалски и катарски футболист, играещ за Ал Садд СК и националния отбор на Катар като десен бек. Той е с корени от Кабо Верде, като е бил младежки национал на островната държава, преди през 2016 г. да получи катарски паспорт и да започне да защитава цветовете на арабската държава.
С националния отбор на Катар е играл на шампионатите на три континента, след като тимът печели Купата на Азия през 2019 г. и участва като гост в Копа Америка през същата година и Голд Къп през 2021 г.
Прозвището Ро-Ро идва от имената на любимите футболисти на защитника – Роналдо и Ромарио.

## Клубна кариера
Играе като юноша за няколко клуба, като в продължение на 5 години е част от школата на Бенфика. През 2009 г. дебютира като професионалист в четвъртодивизионния Фарензе. След това играе и в Алюстрелензе. През януари 2011 г. напуска Португалия в посока Катар, като подписва с Ал Ахли. В първия си сезон за тима записва 6 мача, като Ал Ахли изпада от Старс лигата.
През 2012/13 обаче Ал Ахли печели Втора дивизия и се завръща в елита. През 2016 г. става част от Ал Садд. С тима печели три пъти Старс лигата, още три пъти Купата на страната и Купата на Лигата. През 2019 г. участва и на Световното клубно първенство и вкарва гол във вратата на Иенген Спор в предварителния рунд.

## Национален отбор
През 2009 г. е младежки национал на Кабо Верде. Част е от състава на турнира Лузофонски игри, обединяващи страните от португалоезичната общност. Кабо Верде спечелва златен медал във футболния турнир.
На 29 март 2016 г. дебютира за катарския национален отбор в мач срещу Китай (0:2) от квалификациите за Световното първенство през 2018 г. През 2017 г. участва в Купата на Персийския залив, но Катар отпада още в груповата фаза. В мача срещу Йемен вкарва първия си гол за Катар.
През 2019 г. е част от тима на Катар, спечелил Купата на Азия. Ро-Ро играе във всички мачове от турнира. Освен това играе в мачовете от Копа Америка същата година.
През ноември 2022 г. е повикан от треньора Феликс Санчес в състава за домашното Световно първенство.

## Успехи

### Клубни
- Старс лига – 2019, 2021, 2022
- Купа на Катар – 2017, 2020, 2021
- Купа на Емира – 2017, 2020, 2021
- Купа на шейх Джасим – 2017, 2019
- Купа на Старс лигата – 2020

### Национален отбор
- Лузофонски игри – 2009
- Купа на Азия – 2019